# Midtbyen (Trondheim)
 For alternative betydninger, se Midtbyen. (Se også artikler, som begynder med Midtbyen)
Midtbyen er fra 1. januar 2005 en af de fire administrative bydele i Trondheim. Bydelen omfatter Sentrum, Byåsen, Ila, Tempe, Elgeseter, Stavne og Trolla. Midtbyen omfatter det meste af det gamle Trondhiem, i kraft af at Sentrum er, hvor også middelalderbyen befandt dig.

## Beliggenhed
Midtbyen ligger nord og vest for floden Nidelven, syd for Trondheimskanalen og øst for bydelen Ila, og er dermed placeret nord for Øya og Elgeseter, vest for Bakklandet og syd for Brattøra. Bydelen Midtbyen omfatter også områderne Ila, Byåsen, Trolla og Stavne. Størstedelen af byens historiske og ældste bygninger samt centrale institutioner ligger her. Området er primært et erhvervsområde med kontorbygninger og detailhandel, men der findes også tæt bebyggede boligområder. Den vestligste del af Midtbyen er præget af boliger, mens erhvervsinteresser dominerer den østlige del. Midt i Midtbyen ligger Torvet, en plads med en statue af byens grundlægger, Olav Tryggvason.

## Historie
Midtbyen stammer fra vikingetiden og opstod som markedsplads, ifølge sagaen i år 997, grundlagt af Olav Tryggvason. Området blev oprindeligt kaldt Kaupangen i Nidaros af Olav Tryggvason og senere blot Nidaros (oldnordisk: Niðaróss). Det oprindelige Trondheim voksede op omkring mundingen af Nidelven. I 1000-tallet blev Nidaros gjort til ærkebispesæde, Nidaros, og var i en periode – frem til 1217 – Norges hovedstad. Midtbyen og de umiddelbare omgivelser var de eneste bebyggede områder i Trondheim indtil slutningen af 1800-tallet, da byen begyndte at vokse uden for Midtbyens grænser. Navnet Midtbyen stammer fra 1960’erne efter sammenslutningen med nabokommunerne.

## Transport
Som byens centrum fungerer Midtbyen som det vigtigste trafikale knudepunkt i Trondheim. Den kollektive trafik har sit hovedskiftepunkt ved krydset mellem Prinsens gate og Kongens gate, mens Trondheims sporvogn har endestation ved St. Olavs gate. Lige på den anden side af kanalen, på Brattøra, ligger Trondheim Centralstation, som tilbyder både lokale og intercity-tog. Om sommeren sejler der desuden en færge til Munkholmen fra Ravnkloa.
Vigtige gader i Midtbyen er:
- Dronningens gate
- Kongens gate
- Kjøpmannsgata
- Munkegata
- Nordre gate
- Olav Tryggvasons gate

## Institutioner
Den sydlige del af Midtbyen domineres af religiøse bygninger, herunder Nidarosdomen og Vår Frue Kirke. I Kalvskinnet, det sydvestlige hjørne af Midtbyen, ligger ingeniør- og it-uddannelserne ved Sør-Trøndelag Højskole samt arkæologi-instituttet ved NTNU. Den centrale del af Midtbyen domineres af finansielle institutioner, herunder hovedkontorerne til Sparebanken Midt-Norge, BNbank og Fokus Bank.